# Geld kennt keine Grenzen
Geld kennt keine Grenzen ist die Fortsetzung  von Geld Geld Geld – Zwei Milliarden gegen die Bank von England dem siebten Fernsehfilm der achtteiligen Reihe Interpol (1963–1967) und war eigentlich, wie Ich war Cicero für die eigenständige Filmreihe Streng geheim vorgesehen.

## Handlung
Zweiter Weltkrieg: Fortsetzung des ersten Teils über die Geldfälschung von britischen Pfundnoten. Otto Kachube und Co im Würgegriff der SS versuchen weiterhin möglichst echt wirkendes Geld herzustellen.

## Andere Filme zum Thema
Auch andere Filme, mit mehr oder weniger Dokumentationscharakter, haben sich mit der Thematik beschäftigt:
- 1959: Der Schatz vom Toplitzsee, Regie: Franz Antel, mit Joachim Hansen, Sabina Sesselmann und Gert Fröbe
- 2007: Die Fälscher, Regie: Stefan Ruzowitzky, mit Karl Markovics, August Diehl, Devid Striesow und Marie Bäumer, Das Drehbuch basiert auf dem Buch Des Teufels Werkstatt. Im Fälscherkommando des KZ-Sachsenhausen von Adolf Burger von 1989.
- 2008: Die echten Fälscher. Hitlers Fälscher, die Operation Bernhard, Regie: Christian Giesser, 45 min, Dokumentation mit Zeitzeugen wie den KZ-Überlebenden Wolfgang Löhde, Adolf Burger, Isaak „Jack“ Plapler, Hans Walter, Gerhard Zauner
- 2003: Ein jüdischer Naziagent in Tel Aviv, Recherche: Shraga Elam, Regie: Franz J. Halle, RAI